# Lesław Węgrzynowski
Lesław Ignacy Węgrzynowski ps. „Bartosz” (ur. 15 września 1885 w Rohatynie, zm. 10 czerwca 1956 we Wrocławiu) – polski doktor wszech nauk lekarskich, farmakolog, ftyzjatra, pionier walki z gruźlicą i przeciwdziałania tej chorobie w Polsce, wykładowca, organizator sanatoriów, major lekarz Wojska Polskiego, dwukrotny uczestnik walk w obronie Lwowa (1918, 1939), powstaniec warszawski 1944.

## Życiorys
Urodził się w rodzinie Wojciecha i Zofii z Gluzińskich. Jego krewnymi byli lekarze: dziadek Franciszek Maciej Gluziński i wujowie (bracia matki) Lesław Gluziński i Antoni Władysław Gluziński.
Absolwent gimnazjum we Lwowie z 1903. Podjął studia na Wydziale Lekarskim Uniwersytetu Lwowskiego. Podczas studiów był członkiem zwyczajnym Czytelni Akademickiej, w jej ramach zastępcą zawiadowcy czasopism w ramach wydziału, działał w Polskiej Korporacji Akademickiej „Obotritia” oraz organizacjach studenckich „Bratnia Pomoc” i „Ogniwo” w ramach Związku Towarzystwa Kształcącej się Młodzieży Polskiej, w lwowskich Drużynach Bartoszowych. 19 marca 1905 został wybrany zastępcą przewodniczącego w zarządzie Akademickiego Koła „Eleuteria”. Uzyskał stopień naukowy doktora wszech nauk lekarskich (według różnych źródeł uzyskał dyplom w 1910 lub 1911). Został specjalistą farmakologii. Praktykę zawodową rozwijał w uniwersyteckiej Klinice Chorób Wewnętrznych, którą prowadził prof. Władysław Antoni Gluziński, internista i patolog, profesor Wydziału Lekarskiego Uniwersytetu Lwowskiego od 1914. Odbywał staże naukowe za granicą, w Instytucie im. Roberta Kocha oraz kliniczne w Berlinie, Hamburgu, Davos. Później ponownie pracował we lwowskiej klinice, był pracownikiem naukowym w Zakładzie Farmakologii, którym kierował prof. Leon Popielski.
Po wybuchu I wojny światowej w 1914 pełnił funkcję szefa sanitarnego w Legionie Wschodnim. Następnie został wcielony do c. i k. armii. Podczas wojny udzielił wizyty lekarskiej aresztowanemu przez Austriaków i przebywającemu w Poroninie i Nowym Targu Włodzimierzowi Leninowi. Został członkiem założonych w Polskich Kadr Wojskowych, którym kierował jego kolega ze studiów Czesław Mączyński. Członek Naczelnej Komendy Obrony Lwowa w listopadzie 1918 roku.
Po odzyskaniu przez Polskę niepodległości w 1918 wstąpił do Wojska Polskiego. Wziął udział w obronie Lwowa w trakcie wojny polsko-ukraińskiej służąc w stopniu porucznika na stanowisku szefa sanitarnego Naczelnej Komendy Obrony Lwowa. Kierowana przez niego służba udzielała pomocy medycznej także rannym uczestnikom walk ze strony ukraińskiej. Uczestniczył w wojnie polsko-bolszewickiej jako lekarz naczelny Armii Ochotniczej kierując referatem w koszarach Jabłonowskich. Został awansowany do stopnia majora lekarza ze starszeństwem z 1 czerwca 1919. W 1923, 1924 był oficerem rezerwowym 2 batalionu sanitarnego w Lublinie. W okresie II Rzeczypospolitej był członkiem i prezesem Kapituły Krzyża Obrony Lwowa oraz prezesem Kapituły Krzyża Małopolskich Oddziałów Armii Ochotniczej. Zaprojektował drugi wzór Odznaki Honorowej „Orlęta”. W 1934 jako major rezerwy był przydzielony do kadry zapasowej 2 Szpitala Okręgowego i pozostawał wówczas w ewidencji Powiatowej Komendy Uzupełnień Lwów Miasto.
Pracował jako ftyzjatra. W okresie pokoju był asystentem w klinice lwowskiej, następnie został sekundariuszem i prymariuszem w oddziale chorób wewnętrznych Szpitala Powszechnego we Lwowie. Był działaczem i naczelnym lekarzem Towarzystwa Walki z Gruźlicą we Lwowie. Był autorem broszury pt. Gruźlica jako klęska społeczna (1927). Pełnił funkcję organizatora i dyrektora Lecznicy Towarzystwa Walki z Gruźlicą w Hołosku Wielkim pod Lwowem. Współtworzył poradnię (poliklinikę) przeciwgruźliczą przy ulicy Lindego we Lwowie. Utworzył pismo „Ruch Przeciwgruźliczy” i był jego redaktorem. Był prezesem lwowskiego oddziału Związku Lekarzy Państwa Polskiego, w październiku 1937 w interesie lekarzy-Żydów poparł wniosek o rozwiązanie tego oddziału. Jego praca i starania wspierały rozwój polskiego lecznictwa ftyzjatrycznego. Aktywnie przeciwdziałał gruźlicy. Jako przedstawiciel Lwowskiej Izby Lekarskiej został wybrany do składu Naczelnej Izby Lekarskiej V kadencji 1935–1939.
W 1935 został wybrany delegatem do zgromadzeń elektorów w wojewódzkich kolegiach wyborczych przed wyborami do Senatu RP IV kadencji. Do lutego 1938 był prezesem oddziału lwowskiego Związku Byłych Ochotników Armii Polskiej. Po reorganizacji terytorialnej latem 1939 został prezesem zarządu nowo utworzonego okręgu lwowskiego tej organizacji. W wyborach samorządowych z 21 maja 1939 ubiegał się o mandat radnego Rady Miasta Lwowa startując z Listy Chrześcijańsko-Narodowej i został zastępcą radnego Tadeusza Höflingera. Był członkiem zwyczajnym Kasyna i Koła Literacko-Artystycznego we Lwowie. Mieszkał przy ulicy Akademickiej 15 we Lwowie.
Po wybuchu II wojny światowej podczas kampanii wrześniowej służył w szefostwie sanitarnym w trakcie obrony Lwowa. Był członkiem Obywatelskiej Straży Bezpieczeństwa. Po agresji ZSRR na Polskę został aresztowany przez sowietów, a następnie zwolniony po ujawnieniu faktu udzielenia pomocy Leninowi podczas I wojny. Inni aresztowani i przetrzymywani wraz z Węgrzynowskim zostali ofiarami zbrodni katyńskiej w 1940. Następnie w czasie okupacji sowieckiej pełnił stanowisko kierownika Kliniki Ftyzjatrycznej, stanowiącej oddział Kijowskiego Instytutu Gruźlicy. Po ataku Niemiec na ZSRR przedostał się do Warszawy pod okupacją niemiecką. Pracował tam jako lekarz oraz działał społecznie i konspiracyjnie w Armii Krajowej. Według niektórych źródeł służył w stopniu podpułkownika czasu wojny. Był członkiem Rady Pomocy Żydom „Żegota” (działał w pomocy przy ratowaniu osób przebywających w schronie przy ulicy Promyka). Został dyrektorem Sanatorium Polskiego Czerwonego Krzyża w Świdrze. Podczas powstania warszawskiego 1944 pod pseudonimem „Bartosz” służył w Sanitariacie Okręgu Warszawskiego Armii Krajowej (kryptonim „Bakcyl” oraz I Obwodzie „Radwan” Warszawskiego Okręgu Armii Krajowej, w którym od 3 sierpnia 1944 pełnił funkcję lekarza naczelnego. Pracował w Szpitalu Ujazdowskim w Warszawie. Jego łączniczką była Janina Tatarkiewicz.
Po kapitulacji powstania współdziałał w ewakuacji rannych i chorych. Po wojnie był organizatorem Sanatorium Polskiego Czerwonego Krzyża w Zakopanem. Od 1945 do 1947 był dyrektorem Sanatoriów Przeciwgruźliczych w Bukowcu i Instytutu Zeylandowo w Kowarach, od 1947 do 1950 dyrektorem Państwowego Zespołu Sanatoriów Przeciwgruźliczych w Obornikach Śląskich. W 1946 był współzałożycielem Polskiego Towarzystwa Badań Naukowych nad Gruźlicą. Był w grupie pracowników naukowych przedwojennego Uniwersytetu Jana Kazimierza we Lwowie, którzy po wojnie zostali zatrudnieni na Wydziale Lekarskim Uniwersytetu i Politechniki we Wrocławiu. 31 maja 1947 został kierownikiem Kliniki Gruźlicy i Katedry Ftyzjatrii, od 9 sierpnia 1949 był zastępcą profesora w Katedrze Ftyzjologii Wydziału Lekarskiego Uniwersytetu i Politechniki (prowadził zajęcia z ftyzjologii), skąd został zwolniony z przyczyn politycznych 1 października 1951 z działającej już wówczas Akademii Medycznej we Wrocławiu (określony jako „politycznie wrogi, politycznie bez wartości, raczej zacofany, nie powinien zostać na katedrze”). Po usunięciu z uczelni od 1951 do 1953 kierował Miejską Poradnią Przeciwgruźliczą we Wrocławiu. Był założycielem Społecznego Komitetu Walki z Gruźlicą. Na przełomie lat 40. i 50. był w grupie 23 przedstawicieli akademickiego środowiska lekarzy we Wrocławiu, którzy zostali objęci przez Urząd Bezpieczeństwa sprawą obiektową pod kryptonimem „Medycyna”.
Zmarł 10 czerwca 1956 we Wrocławiu. Został pochowany na cmentarzu św. Wawrzyńca we Wrocławiu.

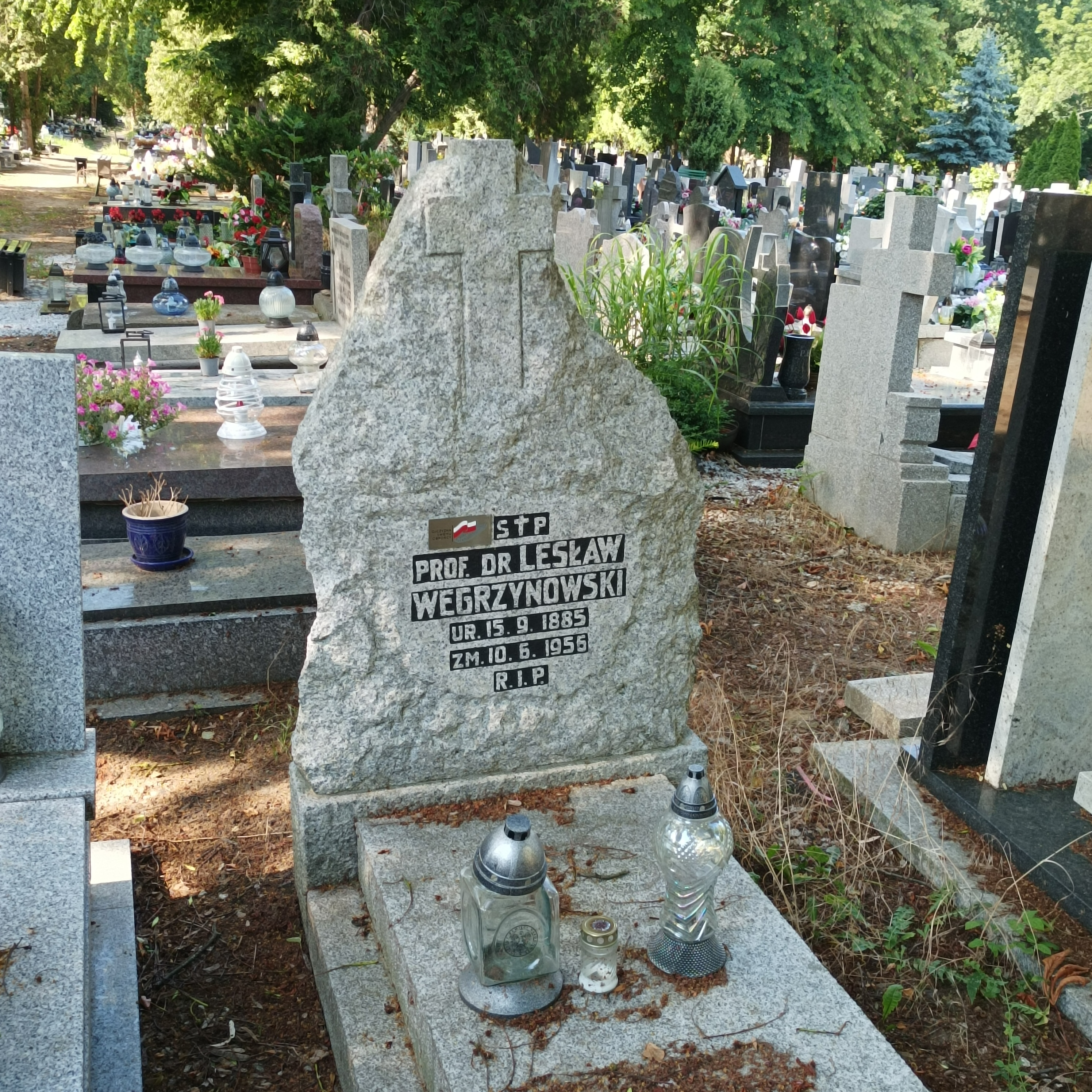
Grób Lesława Węgrzynowskiego na Cmentarzu św. Wawrzyńca we Wrocławiu

Jego żoną była Stella z domu Starkel (ciotka Bolesława i Stanisława Wasylewskich). Jego córka Krystyna, która także została lekarzem z tytułem doktora i brała udział w powstaniu warszawskim, specjalistą chorób płuc, w 1992 wydała książkę upamiętniającą Lesława Węgrzynowskiego pt. Śladami Ojca, lekarza i żołnierza.

## Ordery, odznaczenia i wyróżnienia
- Krzyż Komandorski z Gwiazdą Orderu Odrodzenia Polski (pośmiertnie, 2023)[58]
- Krzyż Niepodległości (1933)[59]
- Krzyż Walecznych
- Złoty Krzyż Zasługi (11 listopada 1937, za zasługi na polu pracy społecznej)[60].
- Krzyż Obrony Lwowa
- Krzyż Powstańców Wielkopolskich
- Odznaka honorowa b. uczestników walk w r. 1920 z okazji Święta Żołnierza Ochotnika (1935)[61]
- Filister honorowy „Obotritii” (od 30 kwietnia 1932)
- Członek honorowy Polskiego Towarzystwa Chorób Płuc[62]

## Upamiętnienie
Od 2019 roku patron jednego z parków na wrocławskim Przedmieściu Świdnickim.